# Cuidado con el corazón
«Cuidado con el corazón» es una canción y el segundo sencillo oficial del tercer álbum de estudio Eternamente bella de la cantante y compositora mexicana de rock Alejandra Guzmán lanzado a principios para en 1990 por la discográfica Melody Discos. La canción fue escrita por J.R. Florez y Valle. Esta canción fue una de sus primeras exitosas y del álbum de igual manera.

## Lista de canciones

### Sencillo - CD[7]
| Cuidado con el corazón — Single |                           |          |  |
| N.º                             | Título                    | Duración |  |
| 1.                              | «Cuidado con el corazón»  | 3:33     |  |
| 2.                              | «En el calor de la noche» | 2:53     |  |
| 3.                              | «La plaga (en vivo)»      | 2:50     |  |

## Posicionamiento en listas
| Lista (1990)              | Posición |
| ------------------------- | -------- |
| Billboard Hot Latin Songs | 33       |